# شريط قياس

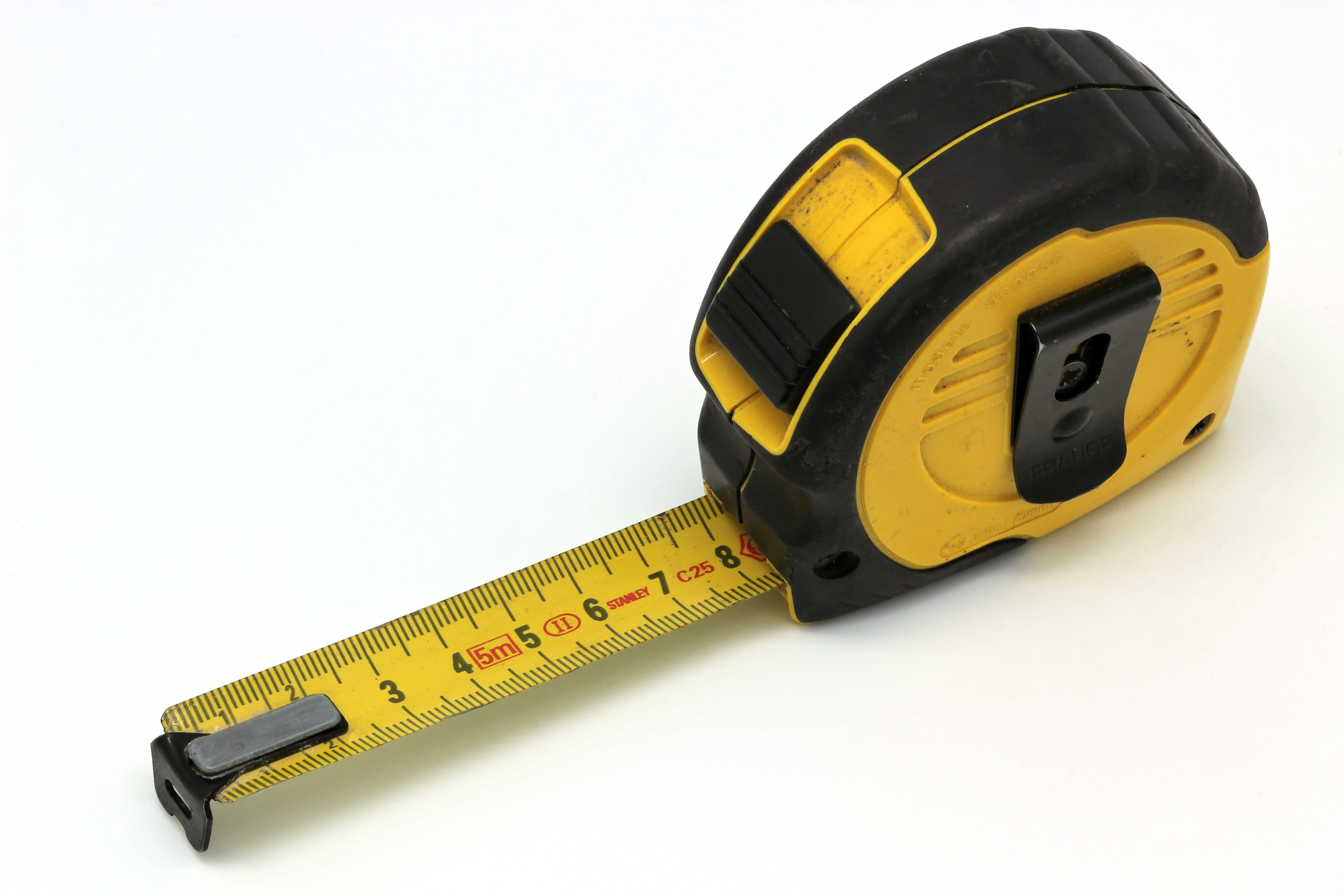
شريط قياس ينسحب في لفته تلقائيا

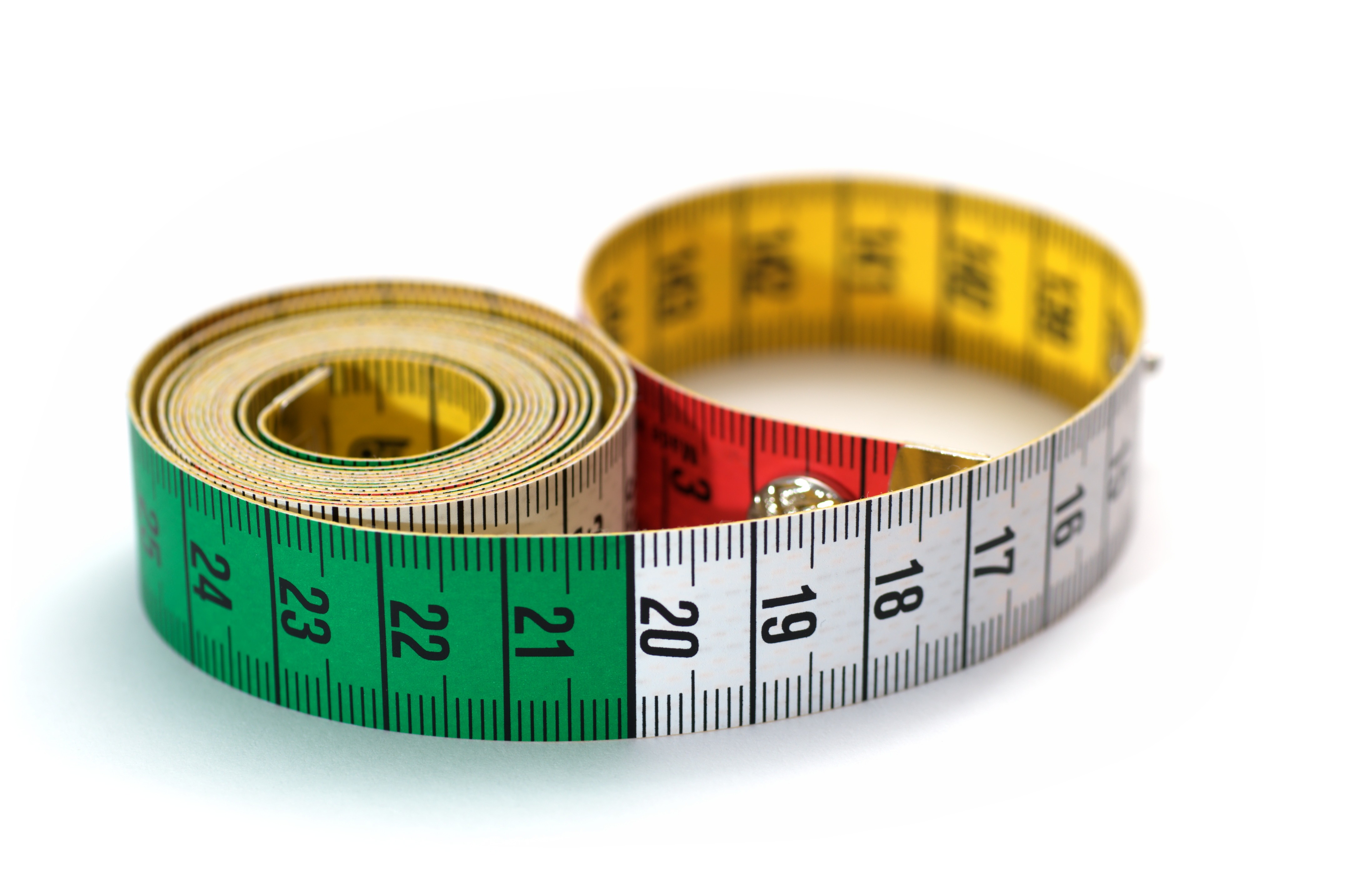
شريط قياس بلاستيك (متري)

شريط القياس أو المقياس الشريطي أداة قياس للطول، وهو شريط عليه عَلامات القِياس، يُصنع من قماش أو معدن. يستعمل بكثرة في الهندسة المعمارية ومجالات أخرى لقياس المسافات الطويلة.